# Oneidina diplogramma
Oneidina diplogramma är en fjärilsart som beskrevs av George Francis Hampson. Oneidina diplogramma ingår i släktet Oneidina och familjen nattflyn. Inga underarter finns listade i Catalogue of Life.